# Josef Rovenský
Josef Rovenski (né le 17 avril 1894 à Prague, alors dans l'Empire austro-hongrois, et mort le 5 novembre 1937 dans la même ville à l'âge de 43 ans) est un réalisateur,  scénariste et acteur tchécoslovaque de l'avant-guerre, auteur notamment de Jeune amour (Rekka) en 1933.

## Filmographie partielle
- 1935 : Tatranská romance